# 16. Festiwal Polskich Filmów Fabularnych w Gdyni
16. Festiwal Polskich Filmów Fabularnych odbył się w 1991 w Gdyni.

## Laureaci

### Grand Prix
nie przyznano
nominacje:
- Diabły, diabły, reż. Dorota Kędzierzawska
- Femina, reż. Piotr Szulkin
- Jeszcze tylko ten las, reż. Jan Łomnicki
- Kroll, reż. Władysław Pasikowski
- Śmierć dziecioroba, reż. Wojciech Nowak

### Nagroda Specjalna Jury
- Kroll, reż. Władysław Pasikowski,
- Śmierć dziecioroba, reż. Wojciech Nowak

### Nagroda Indywidualna Jury
- Dorota Kędzierzawska – Diabły, diabły
- Bogusław Linda – Kroll, In flagranti, Kanalia

### Nagroda za reżyserię
Wojciech Nowak – Śmierć dziecioroba
nominacje:
- Dorota Kędzierzawska – Diabły, diabły
- Piotr Szulkin – Femina

### Nagroda za debiut reżyserski
Władysław Pasikowski – Kroll
nominacje:
- Dorota Kędzierzawska – Diabły, diabły
- Tomasz Wiszniewski – Kanalia

### Nagroda za scenariusz
Andrzej Barański – Nad rzeką, której nie ma
nominacje:
- Anna Strońska – Jeszcze tylko ten las
- Władysław Pasikowski – Kroll
- Juliusz Machulski – VIP

### Nagroda za zdjęcia
- Paweł Edelman – Kroll
- Zdzisław Najda – Diabły, diabły

nominacje:
- Dariusz Kuc – Femina

### Nagroda za scenografię
Barbara Komosińska – In flagranti
nominacje:
- Ewa Skoczkowska i Anna Kowarska – Femina
- Wojciech Jaworski – Kanalia

### Nagroda za kostiumy
Małgorzata Stefaniak – Femina
nominacje:
- Violetta Jeżewska – Diabły, diabły
- Beata Olszewska – In flagranti

### Nagroda za muzykę
Tadeusz Nalepa – Śmierć dziecioroba
nominacje:
- Marcin Krzyżanowski – In flagranti
- Henryk Kuźniak – Nad rzeką, której nie ma
- Krzesimir Dębski – VIP

### Nagroda za dźwięk
Barbara Domaradzka – Diabły, diabły
nominacje:
- Marek Wronko – Kroll
- Nikodem Wołk-Łaniewski – VIP

### Nagroda za montaż
Ewa Pakulska – Śmierć dziecioroba
nominacje:
- Zbigniew Niciński – Kroll
- Jadwiga Zajiček – VIP

### Nagroda za pierwszoplanową rolę kobiecą
Ryszarda Hanin – Jeszcze tylko ten las
nominacje:
- Joanna Trzepiecińska – Nad rzeką, której nie ma
- Anna Majcher – Śmierć dziecioroba

### Nagroda za pierwszoplanową rolę męską
Adam Ferency – Kanalia
nominacje:
- Marek Bukowski – Nad rzeką, której nie ma
- Artur Żmijewski – Trzy dni bez wyroku

### Nagroda za drugoplanowa rola kobieca
Danuta Szaflarska Diabły, diabły
nominacje:
- Alina Janowska – Femina
- Beata Tyszkiewicz – Śmierć dziecioroba

### Nagroda za drugoplanową rolę męską
Cezary Pazura – Kroll
nominacje:
- Krzysztof Plewka – Diabły, diabły
- Andrzej Mastalerz – Nad rzeką, której nie ma

## Nagrody pozakonkursowe
Nagroda Prezesa Komitetu ds. Radia i Telewizji
- Cezary Pazura – Kroll
- Andrzej Barański – Nad rzeką, której nie ma

## Jury nagradzające
- Ryszard Bugajski (przewodniczący) – prozaik, scenarzysta, reżyser filmowy i telewizyjny
- Barbara Kwiatkowska-Lass – aktorka
- Jan Kidawa-Błoński – reżyser i scenarzysta filmowy
- Andrzej Ramlau – operator filmowy
- Daniel Szczechura – twórca filmów animowanych
- Wojciech Trzciński – kompozytor muzyki rozrywkowej, teatralnej i filmowej, dyrygent
- Andrzej Werner – krytyk literacki i filmowy
- Zbigniew Zapasiewicz – aktor teatralny i filmowy

## Jury nominujące
- Marek Nowicki (przewodniczący) – reżyser, scenarzysta, operator filmowy
- Ilona Łepkowska – scenarzysta
- Zbigniew Benedyktowicz
- Andrzej Domalik – reżyser
- Krzysztof Gierat
- Andrzej Ochalski
- Maciej Putowski
- Adam Sławiński – kompozytor
- Piotr Wojciechowski -pisarz, krytyk filmowy
- Nikodem Wołk-Łaniewski – reżyser dźwięku
- Wiesław Zdort – operator filmowy

## Filmy konkursowe
Diabły, diabły, reż. Dorota Kędzierzawska
Dziecko szczęścia, reż. Sławomir Kryński
Femina, reż. Piotr Szulkin
Głuchy telefon, reż. Piotr Mikucki
In flagranti, reż. Wojciech Biedroń
Jeszcze tylko ten las, reż. Jan Łomnicki
Kanalia, reż. Tomasz Wiszniewski
Koniec gry, reż. Feliks Falk
Kroll, reż. Władysław Pasikowski
Kuchnia polska, reż. Jacek Bromski
Latające machiny kontra Pan Samochodzik, reż. Janusz Kidawa
Nad rzeką, której nie ma, reż. Andrzej Barański
Niech żyje miłość, reż. Ryszard Ber
Obywatel świata, reż. Roland Rowiński
Panny i wdowy, reż. Janusz Zaorski
Superwizja, reż. Robert Gliński
Śmierć dziecioroba, reż. Wojciech Nowak
Tajemnica puszczy, reż. Andrzej Barszczyński
Trzy dni bez wyroku, reż. Wojciech Wójcik
VIP, reż. Juliusz Machulski
W środku Europy, reż. Piotr Łazarkiewicz

## Pokazy specjalne
Na końcu królestwa, reż. Kornel Miglus
Naprawdę krótki film o miłości, zabijaniu i jeszcze jednym przykazaniu, reż. Rafał Wieczyński
Das Heimweh des Walerjan Wróbel (Tęsknota Waleriana Wróbla), reż. Rolf Schübel
Życie za życie. Maksymilian Kolbe, reż. Krzysztof Zanussi